# Сартлан
Сартлан (рус. Сартлан) је језеро у Русији. Налази се на територији Новосибирске области. Површина језера износи 238 km².